# Горлякевич Іван Васильович
Іван Васильович Горляке́вич (роки народження і смерті невідомі) — український ливарник 18 століття.

## Творчість
З його робіт, зроблених у Глухові, відомий дзвін, декорований пластичним малюнком, відлитий 1737 року для Вознесенської церкви міста Коропа (тепер смт Чернігівської області).